# Рыболовная сеть
Рыболовная сеть — плетённое из нитей орудие лова, или сетное орудие лова, используемое в рыболовстве для добычи рыбы в большом количестве. 
Сетные снасти бывают двух типов — объячеивающие и отцеживающие.
Объячеивающие орудия лова. Принцип действия объячеивающей сети, обычно так и называемой «рыболовной сетью», или «жаберной сетью», основан на том, что сетное полотно выставляют вертикально на пути следования рыбы, которая, пытаясь пройти сквозь сеть, запутывается в ячее — объячеивается. Попадающая в сеть рыба, если она больше расстояний между узлами сети, запутывается в ячее сети жаберными крышками тем сильнее, чем сильнее пытается выбраться. Выборка рыбы из жаберной сети нередко сопряжена с определёнными трудностями, связанными с распутыванием из ячеи каждой отдельной рыбы.
Отцеживающие орудия лова. Принцип действия отцеживающей рыболовной сети основан на задерживании (обмётывании) рыбы на определённом участке акватории относительно мелкоячеистым сетным полотном, и процеживании воды сквозь ячею при выборке сети с уловом на берег или на борт судна. При этом объячеивание рыбы крайне нежелательно, так как затрудняет выборку запутавшейся рыбы. Подобная крупная отцеживающая рыболовная сеть обычно называется «неводом». К мелким отцеживающим сетям относятся также «паук» и бредень. К отдельной подгруппе отцеживающих сетей относится рыболовный трал — орудие лова в виде сетного мешка, буксируемого судном в толще воды (пелагический, или разноглубинный трал) или по поверхности грунта (донный трал).